# Championnat de France d'endurance moto
Le Championnat de France d'Endurance Moto, nommé « Ultimate Cup Moto », est un championnat d'endurance de motocyclisme en France. Il regroupe plusieurs catégories de vitesse: Hypersport (1000cc), Supersport (600cc), Challenger 1000 et challenger 600.
Créé en 2017, en collaboration avec la FFM et Michelin, la nouvelle formule propose des courses de vitesse et des journées de roulage en parallèle des épreuves d'endurance,.

## Championnat de France d'Endurance Moto
Le championnat se déroule sur cinq épreuves de quatre heures avec des équipages de 2 pilotes. Les courses d’endurance sont divisées en plusieurs classements : 1000, 600, Vétéran, Roadster et Féminine.

## Épreuves de vitesse
Le meeting intègre des courses Sprint pour les catégories 1000 et 600. Les épreuves sont en individuel et se déroulent en une séance d'essai libre, deux qualifications et deux courses.

## Journées de roulage
À la veille de chaque épreuve une journée de roulage (track day), ouverte à tous, est organisée avec quatre groupes de niveaux pédagogiques. Les nouveaux sont encadrés et conseillés sur les réglages de leur moto ainsi que sur le pilotage et un technicien pneu est mis à leur disposition.

## Calendrier
| Epreuve                       | Epreuve | 2017 | 2018 | 2019 | 2020 | 2021 |
| ----------------------------- | ------- | ---- | ---- | ---- | ---- | ---- |
| Pau                           |         | •    |      |      |      |      |
| Dijon                         |         |      | •    | •    | •    | • •  |
| Le Vigeant                    |         | •    | •    | •    | • •  | •    |
| Circuit de Nevers Magny-Cours |         | •    | •    | •    | •    | •    |
| Le Mans Bugatti               |         |      |      | •    |      | •    |
| Nogaro                        |         | •    | •    | •    | •    |      |
| Carole                        |         |      | •    |      |      |      |
| Albi                          |         | •    |      |      |      |      |